# تشارلز كرايغ (لاعب القفز الثلاثي)
تشارلز كرايغ (بالإنجليزية: Charles Craig)‏ هو لاعب القفز الثلاثي أمريكي، ولد في 17 أكتوبر 1942.